# Garfield's Feline Fantasies
Garfield's Feline Fantasies is de elfde halfuur durende special gebaseerd op de strip Garfield. De special kwam uit in 1990

## Samenvatting
Garfields fantasieën beginnen zijn echte leven over te nemen. Hij kan op elk moment, soms zonder waarschuwing, in een fantasiewereld belanden. In een van zijn fantasieën, die het merendeel van de special in beslag neemt, is hij Lance Sterling, een mix van James Bond en Indiana Jones. Met zijn helper Slobberjob (Odie, die ook in Garfields fantasiewereld is beland) reist hij langs exotische locaties als Istanboel, Parijs en het Amazoneregenwoud om de legendarische “Banaan van Bombay”, het wereldwijde symbool van humor, te vinden en op te eisen voordat zijn vijand “Fat Guy” hem voor is.

## Rolverdeling
| Acteur        | Personage                 |
| ------------- | ------------------------- |
| Lorenzo Music | Garfield / Lance Sterling |
| Gregg Berger  | ober                      |
| Thom Huge     | Jon Arbuckle              |
| Julie Payne   | Nadia                     |
| Frank Welker  | dikke man, Rameet         |